# Свенска серієн з хокею 1936—1937
 Свенска серієн: 1936—1937 — 2-й сезон у «Свенска серієн», що була на той час найвищою за рівнем клубною лігою у шведському хокеї з шайбою.
У чемпіонаті взяли участь 8 клубів. Турнір проходив у два кола.
Переможцем змагань став клуб АІК Стокгольм.

## Турнірна таблиця
|   | Команда                            | І  | В  | Н | П  | Ш       | О  |
| - | ---------------------------------- | -- | -- | - | -- | ------- | -- |
| 1 | АІК Стокгольм                      | 14 | 13 | 1 | 0  | 44 - 5  | 27 |
| 2 | «Гаммарбю» ІФ (Стокгольм)          | 14 | 11 | 2 | 1  | 31 - 9  | 24 |
| 3 | Седертельє ІФ                      | 14 | 3  | 3 | 2  | 8 - 11  | 8  |
| 4 | ІК «Йота» (Стокгольм)              | 14 | 6  | 3 | 5  | 27 - 19 | 15 |
| 5 | Седертельє СК                      | 14 | 5  | 2 | 7  | 20 - 21 | 12 |
| 6 | «Трансбергс» ІФ (Стокгольм)        | 14 | 4  | 1 | 9  | 12 - 29 | 9  |
| 7 | «Реймерсгольмс» ІК (Стокгольм)     | 14 | 3  | 1 | 10 | 10 - 41 | 7  |
| 8 | УоІФ «Маттеуспойкарна» (Стокгольм) | 14 | 0  | 1 | 13 | 8 - 38  | 1  |